# William Pitt der Jüngere

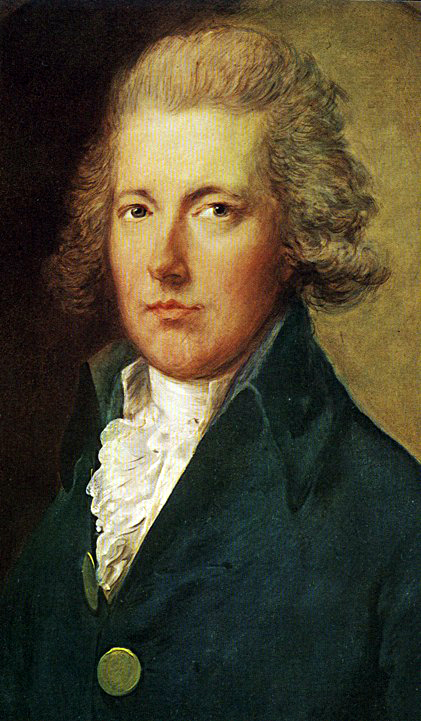
William Pitt der Jüngere auf einem Thomas Gainsborough zugeschriebenen Gemälde.
William Pitts Unterschrift:

William Pitt der Jüngere (* 28. Mai 1759 in Hayes, Kent; † 23. Januar 1806 in Putney bei London) war zweimal Premierminister von Großbritannien.

## Leben

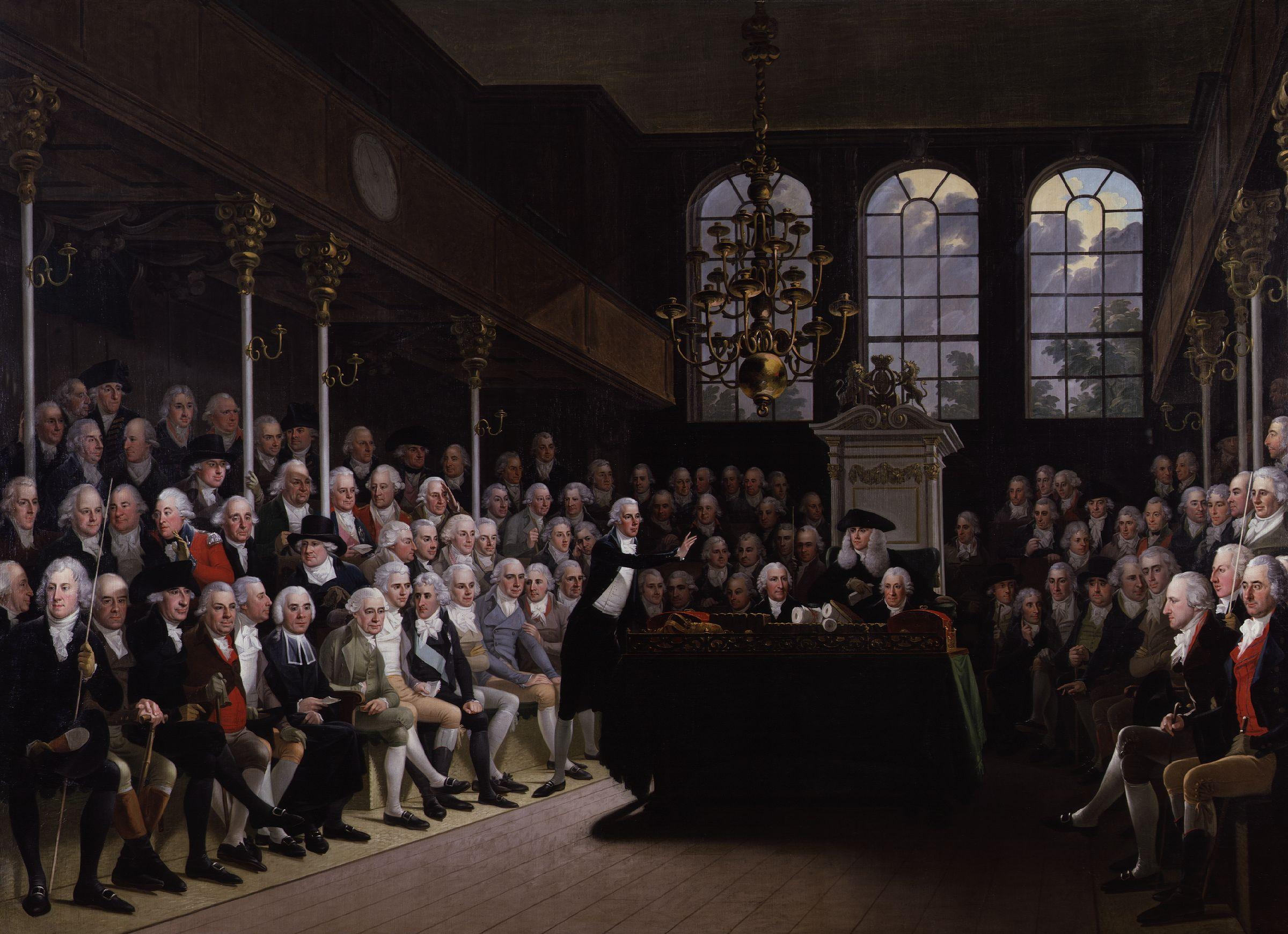
William Pitt bei einer Rede vor dem House of Commons, Gemälde von Anton Hickel

### Jugend
William Pitt wurde am 28. Mai 1759 als zweiter Sohn von William Pitt dem Älteren und Lady Hester Grenville geboren. Bis zu seinem 14. Lebensjahr wurde er wie seine Geschwister von Reverend Edward Wilson, einem Hochschulabsolventen des Pembroke College, zu Hause unterrichtet. Als Kind war William sehr mager und oft krank, sodass Mrs. Sparry, das Kindermädchen der Pitts, sich besonders um ihn kümmern musste. Trotz seiner Probleme war William ein sehr aufgeweckter Junge, der mit sieben Jahren bereits Briefe in Latein an seinen Vater schrieb und ein ausgeprägtes Interesse an Politik zeigte. Als 14-Jähriger begann er auf Anraten von Wilson an der Universität Cambridge zu studieren. Seine Studienfächer waren Klassische Altertumskunde, Politische Philosophie, Mathematik und Geschichte. Hier lernte er William Wilberforce kennen, mit dem ihn eine lebenslange Freundschaft verband.

### Parlamentsabgeordneter
Durch den Einfluss des 4. Duke of Rutland erlangte er 1781 einen Sitz im Unterhaus für den pocket borough Appleby. Er schloss sich hier der Whigpartei an, die sein Vater bis zu seinem Tod geleitet hatte, sprach gegen den amerikanischen Krieg (Amerikanischer Unabhängigkeitskrieg, 1775–83), trug 1782 wesentlich zum Sturz des Premierministers North bei und erreichte durch sein Drängen auf Abschaffung der Testakte, Emanzipation der Katholiken und namentlich auf Reform des Parlaments große Popularität. Untergeordnete Ämter, die ihm angeboten wurden, lehnte er ab; als aber Charles James Fox 1782 zurücktrat, trat Pitt als Schatzkanzler in das Ministerium Shelburnes ein. Seitdem war er der erklärte Gegner von Fox und dessen Politik.

### Premierminister
Nachdem die Fox-North Koalition 1783 über die Frage der Reform der Ostindien-Kompanie zerbrach, wurde Pitt im Februar vor den König Georg III. bestellt und am 19. Dezember 1783 als Premierminister mit der Bildung einer neuen Regierung beauftragt. Das Unterhaus wurde 1784 aufgelöst, und in dem neu zusammentretenden Parlament hatte Pitt die überwältigende Mehrheit. Er selbst wurde 1784 als Abgeordneter der Universität Cambridge gewählt und konnte diesen Sitz bis zu seinem Tod behaupten. Durch einen India Act, den er einbrachte, wurde die Ostindische Kompanie einer von der Krone zu ernennenden Kontrollbehörde unterworfen. Mit Energie und Umsicht ordnete Pitt unter Anleitung von Adam Smith das zerrüttete Finanzwesen und hob namentlich durch die Einführung von Tilgungsfonds den öffentlichen Kredit. 1786 brachte er einen günstigen Handelsvertrag mit Frankreich zustande. Von 1792 bis 1806 war er Lord Warden of the Cinque Ports.
Am 2. April 1792 ging es im Parlament in einer langen Debatte – eingebracht von William Wilberforce – um das Verbot des Sklavenhandels. Obwohl schon erschöpft – es war bereits der 3. April fünf Uhr morgens – hielt Pitt die beste Rede seiner Laufbahn. Er analysierte alle Argumente seiner Gegner, ohne dabei den Faden zu verlieren. Er beschwor das Haus, die Afrikaner unverzüglich wieder als Menschen zu betrachten. Gegen Ende seiner Rede zitierte er leicht abgewandelt aus den Georgica (1, 250-251) von Vergil:
Nos primus equis oriens afflavit anhelis; illic sera rubens accendit lumina vesper.
(Uns ist der beginnende [Tag] mit [seinen] schnaufenden Pferden zuerst hold gewesen; dort [aber] entflammt der rötliche Abend die späten Lichter.)
Bei diesen Worten seien angeblich die ersten Sonnenstrahlen im Unterhaus hinter dem Redner erschienen. Die Abstimmung ergab dann 230 zu 85 Stimmen für die schrittweise Abschaffung des Sklavenhandels – ein Durchbruch, der schließlich 1808 zum völligen Verbot führte.
Die Ausschreitungen der Französischen Revolution machten Pitt, dem sich seit 1791 viele ehemalige Whigs unter Führung Burkes anschlossen, jedoch immer konservativer. Er war bestrebt, dem Um-sich-Greifen der demokratischen Ideen in England durch die Fremdenbill (eine verschärfte Kontrolle einreisender Ausländer), die zeitweilige Suspendierung der Habeas-Corpus-Akte (1794–1801) und die Einschränkung von Vereins-, Versammlungs- und Presserecht energisch gegenzusteuern. Der Konvent in Paris erklärte ihn zum „Feind des Menschengeschlechtes“.
Der Aufstand der Iren wurde mit blutiger Strenge unterdrückt. Die infolge des kostspieligen, wenngleich wenig erfolgreichen Krieges mit Frankreich und wiederholter Missernten gefährdete öffentliche Kreditwürdigkeit wurde 1797 durch die Aussetzung der Goldeinlösepflicht gesichert. Zudem gewährten die Einführung einer Einkommensteuer und wiederholte Anleihen die Mittel zur Fortsetzung des Krieges und ermöglichten es Pitt, die nach dem 18. Brumaire gemachten Friedensvorschläge Bonapartes unbeantwortet zu lassen. Durch kolossale Bestechungen und glänzende Vorspiegelungen wurde Irland im Jahr 1800 ganz mit England vereinigt, um ihm jede selbständige Bewegung unmöglich zu machen. Als aber König Georg III. sich weigerte, die den irischen Katholiken von Pitt in Aussicht gestellte Emanzipation gutzuheißen, reichte Pitt am 16. Februar 1801 seinen Rücktritt ein. Da allerdings der König zu dieser Zeit zum wiederholten Mal unter einem Wahnsinnsanfall litt, verzögerte sich die Ernennung des designierten Nachfolgers Addington, so dass Pitt bis zum 14. März 1801 die Amtsgeschäfte kommissarisch weiterführte. Die Regierung Addington schloss im Mai 1802 den Frieden von Amiens.

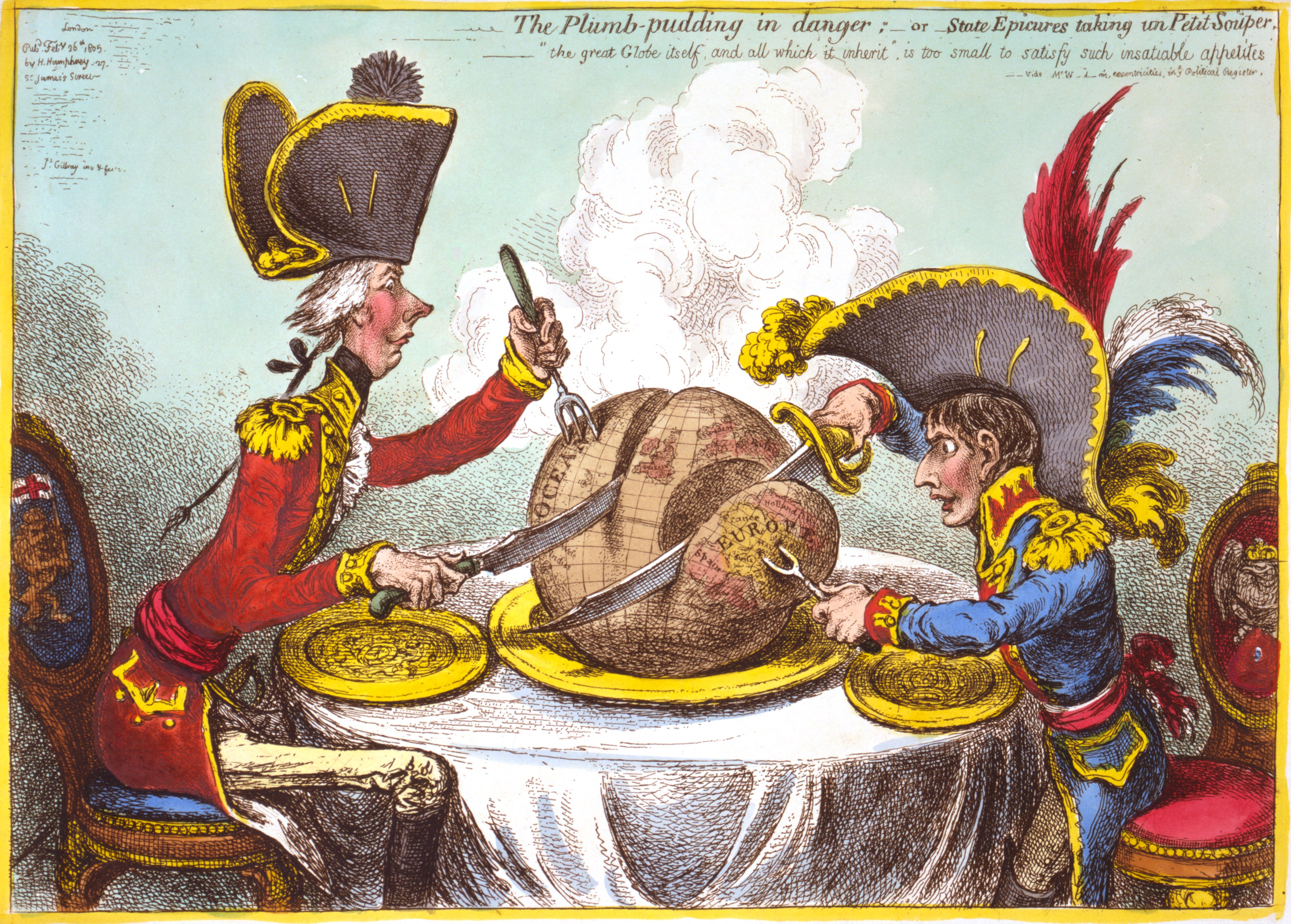
The Plumb-pudding in danger: William Pitt der Jüngere (l.) und Napoléon Bonaparte teilen sich die Welt – dargestellt als Plumpudding – auf, karikaturistischer Cartoon von James Gillray, 1805

Als 1803 der Krieg wieder entbrannte, stürzte Pitt mit Charles James Fox das kraftlose Ministerium Addington und übernahm am 15. Mai 1804 wieder sein früheres Amt. Er ließ nun stark aufrüsten und brachte die dritte Koalition gegen Frankreich zustande. Auf seine ohnehin schwächliche Konstitution wirkten sich die ungeheuren Anstrengungen höchst nachteilig aus. Die Nachricht vom Ausgang der Schlacht bei Austerlitz gab ihm den Todesstoß. Er starb am 23. Januar 1806 mit dem Seufzer: „Oh my country!“ (O mein Vaterland!)
Er wurde in der Westminster Abbey begraben, und durch Parlamentsbeschluss übernahm die Nation die Bezahlung von 40.000 Pfund Sterling Schulden, die Pitt hinterließ, der auch als Inhaber der höchsten Ämter nie daran gedacht hatte, ein Vermögen zu sammeln. Einfachheit und Liebenswürdigkeit zeichneten sein Privatleben aus. An Pitt als Redner rühmte man die klare Verständigkeit, die vortreffliche Dialektik, die vollendete innere und äußere Abrundung.
Nach ihm benannt sind die Pitt-Inseln in der Antarktis.
Pitts Schwager war der Politiker und Erfinder Charles Stanhope, 3. Earl Stanhope, der die erste eiserne Druckerpresse des Vereinigten Königreichs schuf. Dessen Tochter Hester Stanhope, später als Abenteurerin berühmt, diente Pitt bis zu seinem Tode als Haushälterin, bevor sie in den Orient aufbrach.